# Havsa
Havsa ist eine Kreisstadt und ein Landkreis im Norden der türkischen Provinz Edirne.

## Die Stadt
Die Stadt beherbergt die knappe Hälfte (2020: 46,89 %) der Kreisbevölkerung und liegt etwa 32 Straßenkilometer (27 km Luftlinie) südöstlich der Provinzhauptstadt.
Frühere Namen waren Hasköy und Havas-i Mahmud Paşa („Privateigentum von Mahmut Pascha“). Evliya Çelebi nannte die Ortschaft Hafsa und erklärte, dies sei der Name einer bekannten Frau namens Hafsa Hatun, die dort gewohnt habe.

## Der Landkreis
Der größtenteils aus Ebenen bestehende Landkreis wurde 1954 gebildet. Er grenzt im Süden an den Kreis Uzunköprü, im Westen an den zentralen Landkreis (Merkez) der Hauptstadt Edirne, sowie im Norden an den Landkreis Süloğlu. Im Osten grenzt er an drei Kreise der Provinz Kırklareli. Der Landkreis hat eine Bevölkerungsdichte von 34 – das ist etwas mehr als die Hälfte des Provinzdurchschnitts (66 Einwohnern je Quadratkilometern).
Ende 2020 lag Havsa mit 18.564 Einwohnern auf dem 5. Platz der bevölkerungsreichsten Landkreise in der Provinz Edirne. Er besteht neben der Kreisstadt (seit 1940 eine Gemeinde, Belediye) aus 22 Dörfern (Köy) mit einer durchschnittlichen Bevölkerung von 448 Bewohnern. Abalar ist mit 1060 Einwohnern sowohl das bevölkerungsreichste als auch das einzige Dorf mit mehr als 1000 Einwohnern.

## Persönlichkeiten
- Nedim Sönmez (* 1957), Künstler, Buntpapierexperte und Museumsgründer
- Rafet el Roman (* 1968), Sänger